# Ягулка (притока Люги)
Ягу́лка (рос. Ягулка) — річка в Росії, ліва притока річки Люга. Протікає по території Кізнерського району Удмуртії.
Річка починається на західній околиці села Станція Саркуз. Протікає на південний захід та захід. Впадає до річки Люга вище села Ягул.
Довжина річки — 10 км. Висота витоку — 175 м, висота гирла — 92 м, похил річки — 8,3 м/км.
За даними Федерального агентства водних ресурсів річка має такі дані:
- Код річки в державному водному реєстрі — 10010300612111100040448
- Код по гідрологічній вивченості — 111104044
- Код басейну — 10.01.03.006